# Chino Volpato
Darío Elder “Chino” Volpato (Sunchales, 18 de diciembre de 1961) es un humorista, actor, libretista, profesor de educación física y productor teatral argentino. Es conocido por integrar el trío humorístico Midachi junto a Miguel del Sel y Dady Brieva.

## Biografía
Cursó la primaria en la escuela fiscal 379 y la secundaria en el Colegio San José. Reside en la Ciudad de Santa Fe.
Realizó el profesorado de educación física en la ciudad de Santa Fe, y fue ahí donde conoció a su futuro socio-amigo Miguel del Sel. Más tarde conocieron a Dady Brieva, fundando el trío humorístico Midachi. El trío tuvo un gran exitoso, recorriendo el país y el exterior con sus espectáculos. Además fue el puente a nuevos proyectos, de teatro, de conducción en televisión, radio, producciones artísticas y guiones diversos. En 1994 se produce la separación del grupo, la cual no sería definitiva.
En el año 1996 protagoniza el programa humorístico "Tres Tristes Tigres del Trece" junto a Dady Brieva y Jorge Guinzburg. 
En 1997 estrenó junto a Dady, la obra "Dady y Chino en sincro".
En el año 2000 volvió a juntarse con sus compañeros del trío Midachi, presentando la obra "El regreso del Humor". Durante el año 2007 condujo, junto a Julieta Prandi, "Coronados de Gloria", un reality show cuyo fin era encontrar la nueva voz del folclore argentino. En mayo de 2009 publicó junto al guionista Diego Arandojo su primera novela "Esquina 718", una historia de suspenso y acción sobrenatural.

## Teatro

### Midachi
1. 1983 - Tomo I
2. 1991 - Tomo II
3. 1993 - Tomo III
4. 1995 - Tomo IV
5. 1997 - Dady y Chino en sincro
6. 2000 - El regreso del humor
7. 2003 - 20 Años no es nada
8. 2006 - En cinta
9. 2008 - De película
10. 2010 - Circus

## Televisión
- Tres tristes tigres del trece, El Trece, 1996.
- Midachi TV, El Trece, 2006.
- Cantando por un sueño 2006 (primera edición) El Trece, 2006.
- Coronados de gloria, El Nueve, 2007.
- Susana Giménez (actuación especial en sketch) Telefe.

## Libros
- Esquina 718 (novela)